# فریپورت (فلوریدا)
فریپورت (به انگلیسی: Freeport) شهری در شهرستان والتون ایالت فلوریدا است که در سال ۱۹۶۳ بنیان‌گذاری شده‌است. این شهر طبق سرشماری سال ۲۰۱۰ میلادی، ۱٬۷۸۷ نفر جمعیت داشته و مساحت آن نیز ۲۸٫۰ کیلومتر مربع است.